# Metaline Falls
Metaline Falls – miasto w Stanach Zjednoczonych, w stanie Waszyngton, w hrabstwie Pend Oreille, położone nad rzeką Pend Oreille.